# ATP Tour 2021
ATP Tour 2021 – sezon profesjonalnych męskich turniejów tenisowych organizowanych przez Association of Tennis Professionals w 2021 roku. ATP Tour 2021 obejmował turnieje wielkoszlemowe (organizowane przez Międzynarodową Federację Tenisową), turnieje rangi ATP Tour Masters 1000, ATP Tour 500, ATP Tour 250, drużynowe zawody ATP Cup, Pucharu Lavera i Pucharu Davisa (ostatnie – organizowane przez ITF), kończące sezon zawody ATP Finals i Next Generation ATP Finals, a także przeniesione z poprzedniego roku rozgrywki podczas igrzysk olimpijskich (organizowane przez ITF). Była to 52. edycja rozgrywek.
Niektóre pierwotnie zaplanowane turnieje zostały odwołane lub przeniesione z powodu pandemii COVID-19.

## Kalendarz turniejów
| Igrzyska olimpijskie  |
| Wielki Szlem          |
| ATP Finals            |
| ATP Tour Masters 1000 |
| ATP Tour 500          |
| ATP Tour 250          |
| zawody drużynowe      |

### Po zmianach spowodowanych pandemią COVID-19

#### Styczeń
| Tydzień | Data       | Turniej                                            | Zwycięzcy                   | Wynik                | Finaliści                        | Półfinaliści                      | Ćwierćfinaliści                                                             |
| ------- | ---------- | -------------------------------------------------- | --------------------------- | -------------------- | -------------------------------- | --------------------------------- | --------------------------------------------------------------------------- |
| 1.      | 5 stycznia | Delray Beach Open Delray Beach ATP Tour 250 Twarda | Hubert Hurkacz              | 6:3, 6:3             | Sebastian Korda                  | Christian Harrison Cameron Norrie | John Isner Gianluca Mager Roberto Quiroz Frances Tiafoe                     |
| 1.      | 5 stycznia | Delray Beach Open Delray Beach ATP Tour 250 Twarda | Ariel Behar Gonzalo Escobar | 6:7(5), 7:6(4), 10–4 | Christian Harrison Ryan Harrison | Christian Harrison Cameron Norrie | John Isner Gianluca Mager Roberto Quiroz Frances Tiafoe                     |
| 1.      | 5 stycznia | Antalya Open Antalya ATP Tour 250 Twarda           | Alex de Minaur              | 2:0 krecz            | Aleksandr Bublik                 | Jérémy Chardy David Goffin        | Nikoloz Basilaszwili Matteo Berrettini Jan-Lennard Struff Stefano Travaglia |
| 1.      | 5 stycznia | Antalya Open Antalya ATP Tour 250 Twarda           | Nikola Mektić Mate Pavić    | 6:2, 6:4             | Ivan Dodig Filip Polášek         | Jérémy Chardy David Goffin        | Nikoloz Basilaszwili Matteo Berrettini Jan-Lennard Struff Stefano Travaglia |

#### Luty
| Tydzień | Data      | Turniej                                             | Zwycięzcy                             | Wynik         | Finaliści                         | Półfinaliści                     | Ćwierćfinaliści                                                          |
| ------- | --------- | --------------------------------------------------- | ------------------------------------- | ------------- | --------------------------------- | -------------------------------- | ------------------------------------------------------------------------ |
| 5.      | 1 lutego  | ATP Cup Melbourne Twarda                            | Rosja                                 | 2–0           | Włochy                            | Hiszpania · Niemcy               |                                                                          |
| 5.      | 1 lutego  | Great Ocean Road Open Melbourne ATP Tour 250 Twarda | Jannik Sinner                         | 7:6(4), 6:4   | Stefano Travaglia                 | Karen Chaczanow Thiago Monteiro  | Hubert Hurkacz Miomir Kecmanović Jordan Thompson Botic van de Zandschulp |
| 5.      | 1 lutego  | Great Ocean Road Open Melbourne ATP Tour 250 Twarda | Jamie Murray Bruno Soares             | 6:3, 7:6(7)   | Juan Sebastián Cabal Robert Farah | Karen Chaczanow Thiago Monteiro  | Hubert Hurkacz Miomir Kecmanović Jordan Thompson Botic van de Zandschulp |
| 5.      | 1 lutego  | Murray River Open Melbourne ATP Tour 250 Twarda     | Daniel Evans                          | 6:2, 6:3      | Félix Auger-Aliassime             | Jérémy Chardy Corentin Moutet    | Borna Ćorić Grigor Dimitrow Jiří Veselý Stan Wawrinka                    |
| 5.      | 1 lutego  | Murray River Open Melbourne ATP Tour 250 Twarda     | Nikola Mektić Mate Pavić              | 7:6(2), 6:3   | Jérémy Chardy Fabrice Martin      | Jérémy Chardy Corentin Moutet    | Borna Ćorić Grigor Dimitrow Jiří Veselý Stan Wawrinka                    |
| 6.–7.   | 8 lutego  | Australian Open Melbourne Wielki Szlem Twarda       | Novak Đoković                         | 7:5, 6:2, 6:2 | Daniił Miedwiediew                | Asłan Karacew Stefanos Tsitsipas | Grigor Dimitrow Rafael Nadal Andriej Rublow Alexander Zverev             |
| 6.–7.   | 8 lutego  | Australian Open Melbourne Wielki Szlem Twarda       | Ivan Dodig Filip Polášek              | 6:3, 6:4      | Rajeev Ram Joe Salisbury          | Asłan Karacew Stefanos Tsitsipas | Grigor Dimitrow Rafael Nadal Andriej Rublow Alexander Zverev             |
| 6.–7.   | 8 lutego  | Australian Open Melbourne Wielki Szlem Twarda       | Barbora Krejčíková Rajeev Ram         | 6:1, 6:4      | Samantha Stosur Matthew Ebden     | Asłan Karacew Stefanos Tsitsipas | Grigor Dimitrow Rafael Nadal Andriej Rublow Alexander Zverev             |
| 8.      | 22 lutego | Córdoba Open Córdoba ATP Tour 250 Ceglana           | Juan Manuel Cerúndolo                 | 6:0, 2:6, 6:2 | Albert Ramos-Viñolas              | Facundo Bagnis Federico Coria    | Jozef Kovalík Thiago Monteiro Benoît Paire Diego Schwartzman             |
| 8.      | 22 lutego | Córdoba Open Córdoba ATP Tour 250 Ceglana           | Rafael Matos Felipe Meligeni Alves    | 6:4, 6:1      | Romain Arneodo Benoît Paire       | Facundo Bagnis Federico Coria    | Jozef Kovalík Thiago Monteiro Benoît Paire Diego Schwartzman             |
| 8.      | 22 lutego | Singapore Tennis Open Singapur ATP Tour 250 Twarda  | Alexei Popyrin                        | 4:6, 6:0, 6:2 | Aleksandr Bublik                  | Radu Albot Marin Čilić           | Matthew Ebden Kwon Soon-woo Adrian Mannarino Yoshihito Nishioka          |
| 8.      | 22 lutego | Singapore Tennis Open Singapur ATP Tour 250 Twarda  | Sander Gillé Joran Vliegen            | 6:2, 6:3      | Matthew Ebden John-Patrick Smith  | Radu Albot Marin Čilić           | Matthew Ebden Kwon Soon-woo Adrian Mannarino Yoshihito Nishioka          |
| 8.      | 22 lutego | Open Sud de France Montpellier ATP Tour 250 Twarda  | David Goffin                          | 5:7, 6:4, 6:2 | Roberto Bautista-Agut             | Peter Gojowczyk Jahor Hierasimau | Alejandro Davidovich Fokina Ugo Humbert Dennis Novak Lorenzo Sonego      |
| 8.      | 22 lutego | Open Sud de France Montpellier ATP Tour 250 Twarda  | Henri Kontinen Édouard Roger-Vasselin | 6:2, 7:5      | Jonatan Erlich Andrej Wasileuski  | Peter Gojowczyk Jahor Hierasimau | Alejandro Davidovich Fokina Ugo Humbert Dennis Novak Lorenzo Sonego      |

#### Marzec
| Tydzień | Data     | Turniej                                              | Zwycięzcy                         | Wynik            | Finaliści                          | Półfinaliści                           | Ćwierćfinaliści                                                                  |
| ------- | -------- | ---------------------------------------------------- | --------------------------------- | ---------------- | ---------------------------------- | -------------------------------------- | -------------------------------------------------------------------------------- |
| 9.      | 1 marca  | Rotterdam Open Rotterdam ATP Tour 500 Twarda (hala)  | Andriej Rublow                    | 7:6(4), 6:4      | Márton Fucsovics                   | Borna Ćorić Stefanos Tsitsipas         | Karen Chaczanow Jérémy Chardy Kei Nishikori Tommy Paul                           |
| 9.      | 1 marca  | Rotterdam Open Rotterdam ATP Tour 500 Twarda (hala)  | Nikola Mektić Mate Pavić          | 7:6(7), 6:2      | Kevin Krawietz Horia Tecău         | Borna Ćorić Stefanos Tsitsipas         | Karen Chaczanow Jérémy Chardy Kei Nishikori Tommy Paul                           |
| 9.      | 1 marca  | Argentina Open Buenos Aires ATP Tour 250 Ceglana     | Diego Schwartzman                 | 6:1, 6:2         | Francisco Cerúndolo                | Miomir Kecmanović Albert Ramos-Viñolas | Pablo Andújar Laslo Đere Jaume Munar Sumit Nagal                                 |
| 9.      | 1 marca  | Argentina Open Buenos Aires ATP Tour 250 Ceglana     | Tomislav Brkić Nikola Ćaćić       | 6:3, 7:5         | Ariel Behar Gonzalo Escobar        | Miomir Kecmanović Albert Ramos-Viñolas | Pablo Andújar Laslo Đere Jaume Munar Sumit Nagal                                 |
| 9.      | 1 marca  | Puchar Davisa                                        |                                   |                  |                                    |                                        |                                                                                  |
| 10.     | 8 marca  | Qatar ExxonMobil Open Doha ATP Tour 250 Twarda       | Nikoloz Basilaszwili              | 7:6(5), 6:2      | Roberto Bautista-Agut              | Taylor Fritz Andriej Rublow            | Roger Federer Márton Fucsovics Denis Shapovalov Dominic Thiem                    |
| 10.     | 8 marca  | Qatar ExxonMobil Open Doha ATP Tour 250 Twarda       | Asłan Karacew Andriej Rublow      | 7:5, 6:4         | Marcus Daniell Philipp Oswald      | Taylor Fritz Andriej Rublow            | Roger Federer Márton Fucsovics Denis Shapovalov Dominic Thiem                    |
| 10.     | 8 marca  | Chile Open Santiago ATP Tour 250 Ceglana             | Cristian Garín                    | 6:4, 6:7(3), 7:5 | Facundo Bagnis                     | Federico Delbonis Daniel Elahi Galán   | Roberto Carballés Baena Laslo Đere Holger Vitus Nødskov Rune Juan Pablo Varillas |
| 10.     | 8 marca  | Chile Open Santiago ATP Tour 250 Ceglana             | Simone Bolelli Máximo González    | 7:6(4), 6:4      | Federico Delbonis Jaume Munar      | Federico Delbonis Daniel Elahi Galán   | Roberto Carballés Baena Laslo Đere Holger Vitus Nødskov Rune Juan Pablo Varillas |
| 10.     | 8 marca  | Open 13 Marsylia ATP Tour 250 Twarda (hala)          | Daniił Miedwiediew                | 6:4, 6:7(4), 6:4 | Pierre-Hugues Herbert              | Matthew Ebden Ugo Humbert              | Karen Chaczanow Arthur Rinderknech Jannik Sinner Stefanos Tsitsipas              |
| 10.     | 8 marca  | Open 13 Marsylia ATP Tour 250 Twarda (hala)          | Lloyd Glasspool Harri Heliövaara  | 7:5, 7:6(4)      | Sander Arends David Pel            | Matthew Ebden Ugo Humbert              | Karen Chaczanow Arthur Rinderknech Jannik Sinner Stefanos Tsitsipas              |
| 11.     | 15 marca | Abierto Mexicano Telcel Acapulco ATP Tour 500 Twarda | Alexander Zverev                  | 6:4, 7:6(3)      | Stefanos Tsitsipas                 | Dominik Koepfer Lorenzo Musetti        | Félix Auger-Aliassime Grigor Dimitrow Cameron Norrie Casper Ruud                 |
| 11.     | 15 marca | Abierto Mexicano Telcel Acapulco ATP Tour 500 Twarda | Ken Skupski Neal Skupski          | 7:6(3), 6:4      | Marcel Granollers Horacio Zeballos | Dominik Koepfer Lorenzo Musetti        | Félix Auger-Aliassime Grigor Dimitrow Cameron Norrie Casper Ruud                 |
| 11.     | 15 marca | Dubai Tennis Championships Dubaj ATP Tour 500 Twarda | Asłan Karacew                     | 6:3, 6:2         | Lloyd Harris                       | Andriej Rublow Denis Shapovalov        | Jérémy Chardy Márton Fucsovics Kei Nishikori Jannik Sinner                       |
| 11.     | 15 marca | Dubai Tennis Championships Dubaj ATP Tour 500 Twarda | Juan Sebastián Cabal Robert Farah | 7:6(0), 7:6(4)   | Nikola Mektić Mate Pavić           | Andriej Rublow Denis Shapovalov        | Jérémy Chardy Márton Fucsovics Kei Nishikori Jannik Sinner                       |
| 12.–13. | 24 marca | Miami Open Miami ATP Tour Masters 1000 Twarda        | Hubert Hurkacz                    | 7:6(4), 6:4      | Jannik Sinner                      | Roberto Bautista-Agut Andriej Rublow   | Aleksandr Bublik Sebastian Korda Daniił Miedwiediew Stefanos Tsitsipas           |
| 12.–13. | 24 marca | Miami Open Miami ATP Tour Masters 1000 Twarda        | Nikola Mektić Mate Pavić          | 6:4, 6:4         | Daniel Evans Neal Skupski          | Roberto Bautista-Agut Andriej Rublow   | Aleksandr Bublik Sebastian Korda Daniił Miedwiediew Stefanos Tsitsipas           |

#### Kwiecień
| Tydzień | Data        | Turniej                                                       | Zwycięzcy                         | Wynik            | Finaliści                     | Półfinaliści                            | Ćwierćfinaliści                                                       |
| ------- | ----------- | ------------------------------------------------------------- | --------------------------------- | ---------------- | ----------------------------- | --------------------------------------- | --------------------------------------------------------------------- |
| 14.     | 5 kwietnia  | Andalucia Open Marbella ATP Tour 250 Ceglana                  | Pablo Carreño-Busta               | 6:1, 2:6, 6:4    | Jaume Munar                   | Carlos Alcaraz Albert Ramos-Viñolas     | Norbert Gombos Ilja Iwaszka Kwon Soon-woo Casper Ruud                 |
| 14.     | 5 kwietnia  | Andalucia Open Marbella ATP Tour 250 Ceglana                  | Ariel Behar Gonzalo Escobar       | 6:2, 6:4         | Tomislav Brkić Nikola Ćaćić   | Carlos Alcaraz Albert Ramos-Viñolas     | Norbert Gombos Ilja Iwaszka Kwon Soon-woo Casper Ruud                 |
| 14.     | 5 kwietnia  | Sardegna Open Cagliari ATP Tour 250 Ceglana                   | Lorenzo Sonego                    | 2:6, 7:6(5), 6:4 | Laslo Đere                    | Nikoloz Basilaszwili Taylor Fritz       | Aljaž Bedene Yannick Hanfmann Lorenzo Musetti Jan-Lennard Struff      |
| 14.     | 5 kwietnia  | Sardegna Open Cagliari ATP Tour 250 Ceglana                   | Lorenzo Sonego Andrea Vavassori   | 6:3, 6:4         | Simone Bolelli Andrés Molteni | Nikoloz Basilaszwili Taylor Fritz       | Aljaž Bedene Yannick Hanfmann Lorenzo Musetti Jan-Lennard Struff      |
| 15.     | 11 kwietnia | Monte Carlo Masters Monte Carlo ATP Tour Masters 1000 Ceglana | Stefanos Tsitsipas                | 6:3, 6:3         | Andriej Rublow                | Daniel Evans Casper Ruud                | Alejandro Davidovich Fokina Fabio Fognini David Goffin Rafael Nadal   |
| 15.     | 11 kwietnia | Monte Carlo Masters Monte Carlo ATP Tour Masters 1000 Ceglana | Nikola Mektić Mate Pavić          | 6:3, 4:6, 10–7   | Daniel Evans Neal Skupski     | Daniel Evans Casper Ruud                | Alejandro Davidovich Fokina Fabio Fognini David Goffin Rafael Nadal   |
| 16.     | 19 kwietnia | Barcelona Open Barcelona ATP Tour 500 Ceglana                 | Rafael Nadal                      | 6:4, 6:7(5), 7:5 | Stefanos Tsitsipas            | Pablo Carreño-Busta Jannik Sinner       | Félix Auger-Aliassime Cameron Norrie Andriej Rublow Diego Schwartzman |
| 16.     | 19 kwietnia | Barcelona Open Barcelona ATP Tour 500 Ceglana                 | Juan Sebastián Cabal Robert Farah | 6:4, 6:2         | Kevin Krawietz Horia Tecău    | Pablo Carreño-Busta Jannik Sinner       | Félix Auger-Aliassime Cameron Norrie Andriej Rublow Diego Schwartzman |
| 16.     | 19 kwietnia | Serbia Open Belgrad ATP Tour 250 Ceglana                      | Matteo Berrettini                 | 6:1, 3:6, 7:6(0) | Asłan Karacew                 | Taro Daniel Novak Đoković               | Federico Delbonis Miomir Kecmanović Filip Krajinović Gianluca Mager   |
| 16.     | 19 kwietnia | Serbia Open Belgrad ATP Tour 250 Ceglana                      | Ivan Sabanov Matej Sabanov        | 6:3, 7:6(5)      | Ariel Behar Gonzalo Escobar   | Taro Daniel Novak Đoković               | Federico Delbonis Miomir Kecmanović Filip Krajinović Gianluca Mager   |
| 17.     | 26 kwietnia | Estoril Open Estoril ATP Tour 250 Ceglana                     | Albert Ramos-Viñolas              | 4:6, 6:3, 7:6(3) | Cameron Norrie                | Marin Čilić Alejandro Davidovich Fokina | Kevin Anderson Cristian Garín Ugo Humbert Corentin Moutet             |
| 17.     | 26 kwietnia | Estoril Open Estoril ATP Tour 250 Ceglana                     | Hugo Nys Tim Pütz                 | 7:5, 3:6, 10–3   | Luke Bambridge Dominic Inglot | Marin Čilić Alejandro Davidovich Fokina | Kevin Anderson Cristian Garín Ugo Humbert Corentin Moutet             |
| 17.     | 26 kwietnia | BMW Open Monachium ATP Tour 250 Ceglana                       | Nikoloz Basilaszwili              | 6:4, 7:6(5)      | Jan-Lennard Struff            | Ilja Iwaszka Casper Ruud                | Norbert Gombos Filip Krajinović John Millman Alexander Zverev         |
| 17.     | 26 kwietnia | BMW Open Monachium ATP Tour 250 Ceglana                       | Wesley Koolhof Kevin Krawietz     | 4:6, 6:4, 10–5   | Sander Gillé Joran Vliegen    | Ilja Iwaszka Casper Ruud                | Norbert Gombos Filip Krajinović John Millman Alexander Zverev         |

#### Maj
| Tydzień | Data    | Turniej                                                    | Zwycięzcy                           | Wynik                      | Finaliści                           | Półfinaliści                    | Ćwierćfinaliści                                                                    |
| ------- | ------- | ---------------------------------------------------------- | ----------------------------------- | -------------------------- | ----------------------------------- | ------------------------------- | ---------------------------------------------------------------------------------- |
| 18.     | 2 maja  | Mutua Madrid Open Madryt ATP Tour Masters 1000 Ceglana     | Alexander Zverev                    | 6:7(8), 6:4, 6:3           | Matteo Berrettini                   | Casper Ruud Dominic Thiem       | Aleksandr Bublik Cristian Garín John Isner Rafael Nadal                            |
| 18.     | 2 maja  | Mutua Madrid Open Madryt ATP Tour Masters 1000 Ceglana     | Marcel Granollers Horacio Zeballos  | 1:6, 6:3, 10–8             | Nikola Mektić Mate Pavić            | Casper Ruud Dominic Thiem       | Aleksandr Bublik Cristian Garín John Isner Rafael Nadal                            |
| 19.     | 9 maja  | Internazionali d’Italia Rzym ATP Tour Masters 1000 Ceglana | Rafael Nadal                        | 7:5, 1:6, 6:3              | Novak Đoković                       | Reilly Opelka Lorenzo Sonego    | Federico Delbonis Andriej Rublow Stefanos Tsitsipas Alexander Zverev               |
| 19.     | 9 maja  | Internazionali d’Italia Rzym ATP Tour Masters 1000 Ceglana | Nikola Mektić Mate Pavić            | 6:4, 7:6(4)                | Rajeev Ram Joe Salisbury            | Reilly Opelka Lorenzo Sonego    | Federico Delbonis Andriej Rublow Stefanos Tsitsipas Alexander Zverev               |
| 20.     | 16 maja | Geneva Open Genewa ATP Tour 250 Ceglana                    | Casper Ruud                         | 7:6(6), 6:4                | Denis Shapovalov                    | Pablo Andújar Pablo Cuevas      | Laslo Đere Grigor Dimitrow Dominik Koepfer Dominic Stephan Stricker                |
| 20.     | 16 maja | Geneva Open Genewa ATP Tour 250 Ceglana                    | John Peers Michael Venus            | 6:2, 7:5                   | Simone Bolelli Máximo González      | Pablo Andújar Pablo Cuevas      | Laslo Đere Grigor Dimitrow Dominik Koepfer Dominic Stephan Stricker                |
| 20.     | 17 maja | Lyon Open Lyon ATP Tour 250 Ceglana                        | Stefanos Tsitsipas                  | 6:3, 6:3                   | Cameron Norrie                      | Karen Chaczanow Lorenzo Musetti | Aljaž Bedene Richard Gasquet Yoshihito Nishioka Arthur Rinderknech                 |
| 20.     | 17 maja | Lyon Open Lyon ATP Tour 250 Ceglana                        | Hugo Nys Tim Pütz                   | 6:4, 5:7, 10–8             | Pierre-Hugues Herbert Nicolas Mahut | Karen Chaczanow Lorenzo Musetti | Aljaž Bedene Richard Gasquet Yoshihito Nishioka Arthur Rinderknech                 |
| 21.     | 22 maja | Emilia-Romagna Open Parma ATP Tour 250 Ceglana             | Sebastian Korda                     | 6:2, 6:4                   | Marco Cecchinato                    | Jaume Munar Tommy Paul          | Richard Gasquet Norbert Gombos Yoshihito Nishioka Jan-Lennard Struff               |
| 21.     | 22 maja | Emilia-Romagna Open Parma ATP Tour 250 Ceglana             | Simone Bolelli Máximo González      | 6:3, 6:3                   | Oliver Marach Aisam-ul-Haq Qureshi  | Jaume Munar Tommy Paul          | Richard Gasquet Norbert Gombos Yoshihito Nishioka Jan-Lennard Struff               |
| 21.     | 22 maja | Belgrade Open Belgrad ATP Tour 250 Ceglana                 | Novak Đoković                       | 6:4, 6:3                   | Alex Molčan                         | Federico Delbonis Andrej Martin | Roberto Carballés Baena Federico Coria Dušan Lajović Fernando Verdasco             |
| 21.     | 22 maja | Belgrade Open Belgrad ATP Tour 250 Ceglana                 | Jonatan Erlich Andrej Wasileuski    | 6:4, 6:1                   | André Göransson Rafael Matos        | Federico Delbonis Andrej Martin | Roberto Carballés Baena Federico Coria Dušan Lajović Fernando Verdasco             |
| 22.–23. | 30 maja | French Open Paryż Wielki Szlem Ceglana                     | Novak Đoković                       | 6:7(6), 2:6, 6:3, 6:2, 6:4 | Stefanos Tsitsipas                  | Rafael Nadal Alexander Zverev   | Matteo Berrettini Alejandro Davidovich Fokina Daniił Miedwiediew Diego Schwartzman |
| 22.–23. | 30 maja | French Open Paryż Wielki Szlem Ceglana                     | Pierre-Hugues Herbert Nicolas Mahut | 4:6, 7:6(1), 6:4           | Aleksandr Bublik Andriej Gołubiew   | Rafael Nadal Alexander Zverev   | Matteo Berrettini Alejandro Davidovich Fokina Daniił Miedwiediew Diego Schwartzman |
| 22.–23. | 30 maja | French Open Paryż Wielki Szlem Ceglana                     | Desirae Krawczyk Joe Salisbury      | 2:6, 6:4, 10–5             | Jelena Wiesnina Asłan Karacew       | Rafael Nadal Alexander Zverev   | Matteo Berrettini Alejandro Davidovich Fokina Daniił Miedwiediew Diego Schwartzman |

#### Czerwiec
| Tydzień | Data       | Turniej                                                    | Zwycięzcy                           | Wynik                 | Finaliści                            | Półfinaliści                               | Ćwierćfinaliści                                                      |
| ------- | ---------- | ---------------------------------------------------------- | ----------------------------------- | --------------------- | ------------------------------------ | ------------------------------------------ | -------------------------------------------------------------------- |
| 23.     | 7 czerwca  | MercedesCup Stuttgart ATP Tour 250 Trawiasta               | Marin Čilić                         | 7:6(2), 6:3           | Félix Auger-Aliassime                | Sam Querrey Jurij Rodionov                 | Alex de Minaur Ugo Humbert Denis Shapovalov Dominic Stephan Stricker |
| 23.     | 7 czerwca  | MercedesCup Stuttgart ATP Tour 250 Trawiasta               | Marcelo Demoliner Santiago González | 4:6, 6:3, 10–8        | Ariel Behar Gonzalo Escobar          | Sam Querrey Jurij Rodionov                 | Alex de Minaur Ugo Humbert Denis Shapovalov Dominic Stephan Stricker |
| 24.     | 14 czerwca | Halle Open Halle ATP Tour 500 Trawiasta                    | Ugo Humbert                         | 6:3, 7:6(4)           | Andriej Rublow                       | Félix Auger-Aliassime Nikoloz Basilaszwili | Marcos Giron Lloyd Harris Philipp Kohlschreiber Sebastian Korda      |
| 24.     | 14 czerwca | Halle Open Halle ATP Tour 500 Trawiasta                    | Kevin Krawietz Horia Tecău          | 7:6(4), 6:4           | Félix Auger-Aliassime Hubert Hurkacz | Félix Auger-Aliassime Nikoloz Basilaszwili | Marcos Giron Lloyd Harris Philipp Kohlschreiber Sebastian Korda      |
| 24.     | 14 czerwca | Queen’s Club Championships Londyn ATP Tour 500 Trawiasta   | Matteo Berrettini                   | 6:4, 6:7(5), 6:3      | Cameron Norrie                       | Alex de Minaur Denis Shapovalov            | Marin Čilić Jack Draper Daniel Evans Frances Tiafoe                  |
| 24.     | 14 czerwca | Queen’s Club Championships Londyn ATP Tour 500 Trawiasta   | Pierre-Hugues Herbert Nicolas Mahut | 6:4, 7:5              | Reilly Opelka John Peers             | Alex de Minaur Denis Shapovalov            | Marin Čilić Jack Draper Daniel Evans Frances Tiafoe                  |
| 25.     | 20 czerwca | Mallorca Championships Santa Ponça ATP Tour 250 Trawiasta  | Daniił Miedwiediew                  | 6:4, 6:2              | Sam Querrey                          | Pablo Carreño-Busta Adrian Mannarino       | Roberto Bautista-Agut Feliciano López Casper Ruud Jordan Thompson    |
| 25.     | 20 czerwca | Mallorca Championships Santa Ponça ATP Tour 250 Trawiasta  | Simone Bolelli Máximo González      | walkower              | Novak Đoković Carlos Gómez-Herrera   | Pablo Carreño-Busta Adrian Mannarino       | Roberto Bautista-Agut Feliciano López Casper Ruud Jordan Thompson    |
| 25.     | 21 czerwca | Eastbourne International Eastbourne ATP Tour 250 Trawiasta | Alex de Minaur                      | 4:6, 6:4, 7:6(5)      | Lorenzo Sonego                       | Kwon Soon-woo Max Purcell                  | Aleksandr Bublik Ilja Iwaszka Vasek Pospisil Andreas Seppi           |
| 25.     | 21 czerwca | Eastbourne International Eastbourne ATP Tour 250 Trawiasta | Nikola Mektić Mate Pavić            | 6:4, 6:3              | Rajeev Ram Joe Salisbury             | Kwon Soon-woo Max Purcell                  | Aleksandr Bublik Ilja Iwaszka Vasek Pospisil Andreas Seppi           |
| 26.–27. | 28 czerwca | Wimbledon Londyn Wielki Szlem Trawiasta                    | Novak Đoković                       | 6:7(4), 6:4, 6:4, 6:3 | Matteo Berrettini                    | Hubert Hurkacz Denis Shapovalov            | Félix Auger-Aliassime Karen Chaczanow Roger Federer Márton Fucsovics |
| 26.–27. | 28 czerwca | Wimbledon Londyn Wielki Szlem Trawiasta                    | Nikola Mektić Mate Pavić            | 6:4, 7:6(5), 2:6, 7:5 | Marcel Granollers Horacio Zeballos   | Hubert Hurkacz Denis Shapovalov            | Félix Auger-Aliassime Karen Chaczanow Roger Federer Márton Fucsovics |
| 26.–27. | 28 czerwca | Wimbledon Londyn Wielki Szlem Trawiasta                    | Desirae Krawczyk Neal Skupski       | 6:2, 7:6(1)           | Harriet Dart Joe Salisbury           | Hubert Hurkacz Denis Shapovalov            | Félix Auger-Aliassime Karen Chaczanow Roger Federer Márton Fucsovics |

#### Lipiec
| Tydzień | Data     | Turniej                                            | Zwycięzcy                                   | Wynik             | Finaliści                      | Półfinaliści                             | Ćwierćfinaliści                                                    |
| ------- | -------- | -------------------------------------------------- | ------------------------------------------- | ----------------- | ------------------------------ | ---------------------------------------- | ------------------------------------------------------------------ |
| 28.     | 12 lipca | Hamburg European Open Hamburg ATP Tour 500 Ceglana | Pablo Carreño-Busta                         | 6:2, 6:4          | Filip Krajinović               | Federico Delbonis Laslo Đere             | Nikoloz Basilaszwili Dušan Lajović Benoît Paire Stefanos Tsitsipas |
| 28.     | 12 lipca | Hamburg European Open Hamburg ATP Tour 500 Ceglana | Tim Pütz Michael Venus                      | 6:3, 6:7(3), 10–8 | Kevin Krawietz Horia Tecău     | Federico Delbonis Laslo Đere             | Nikoloz Basilaszwili Dušan Lajović Benoît Paire Stefanos Tsitsipas |
| 28.     | 12 lipca | Swedish Open Båstad ATP Tour 250 Ceglana           | Casper Ruud                                 | 6:3, 6:3          | Federico Coria                 | Roberto Carballés Baena Yannick Hanfmann | Cristian Garín Norbert Gombos Henri Laaksonen Arthur Rinderknech   |
| 28.     | 12 lipca | Swedish Open Båstad ATP Tour 250 Ceglana           | Sander Arends David Pel                     | 6:4, 6:2          | Andre Begemann Albano Olivetti | Roberto Carballés Baena Yannick Hanfmann | Cristian Garín Norbert Gombos Henri Laaksonen Arthur Rinderknech   |
| 28.     | 12 lipca | Hall of Fame Open Newport ATP Tour 250 Trawiasta   | Kevin Anderson                              | 7:6(8), 6:4       | Jenson Brooksby                | Aleksandr Bublik Jordan Thompson         | Maxime Cressy Peter Gojowczyk Jason Jung Jack Sock                 |
| 28.     | 12 lipca | Hall of Fame Open Newport ATP Tour 250 Trawiasta   | William Blumberg Jack Sock                  | 6:2, 7:6(3)       | Austin Krajicek Vasek Pospisil | Aleksandr Bublik Jordan Thompson         | Maxime Cressy Peter Gojowczyk Jason Jung Jack Sock                 |
| 29.     | 19 lipca | Los Cabos Open Los Cabos ATP Tour 250 Twarda       | Cameron Norrie                              | 6:2, 6:2          | Brandon Nakashima              | Taylor Fritz John Isner                  | Ernesto Escobedo Steve Johnson Jordan Thompson Alex Bolt           |
| 29.     | 19 lipca | Los Cabos Open Los Cabos ATP Tour 250 Twarda       | Hans Hach Verdugo John Isner                | 5:7, 6:2, 10–4    | Hunter Reese Sem Verbeek       | Taylor Fritz John Isner                  | Ernesto Escobedo Steve Johnson Jordan Thompson Alex Bolt           |
| 29.     | 19 lipca | Swiss Open Gstaad Gstaad ATP Tour 250 Ceglana      | Casper Ruud                                 | 6:3, 6:2          | Hugo Gaston                    | Vít Kopřiva Laslo Đere                   | Mikael Ymer Benoît Paire Cristian Garín Arthur Rinderknech         |
| 29.     | 19 lipca | Swiss Open Gstaad Gstaad ATP Tour 250 Ceglana      | Marc-Andrea Hüsler Dominic Stephan Stricker | 6:1, 7:6(7)       | Szymon Walków Jan Zieliński    | Vít Kopřiva Laslo Đere                   | Mikael Ymer Benoît Paire Cristian Garín Arthur Rinderknech         |
| 29.     | 19 lipca | Croatia Open Umag Umag ATP Tour 250 Ceglana        | Carlos Alcaraz                              | 6:2, 6:2          | Richard Gasquet                | Albert Ramos-Viñolas Daniel Altmaier     | Stefano Travaglia Filip Krajinović Damir Džumhur Dušan Lajović     |
| 29.     | 19 lipca | Croatia Open Umag Umag ATP Tour 250 Ceglana        | Fernando Romboli David Vega Hernández       | 6:3, 7:5          | Tomislav Brkić Nikola Ćaćić    | Albert Ramos-Viñolas Daniel Altmaier     | Stefano Travaglia Filip Krajinović Damir Džumhur Dušan Lajović     |
| 30.     | 26 lipca | Atlanta Open Atlanta ATP Tour 250 Twarda           | John Isner                                  | 7:6(8), 7:5       | Brandon Nakashima              | Emil Ruusuvuori Taylor Fritz             | Jordan Thompson Cameron Norrie Reilly Opelka Christopher O'Connell |
| 30.     | 26 lipca | Atlanta Open Atlanta ATP Tour 250 Twarda           | Reilly Opelka Jannik Sinner                 | 6:4, 6:7(6), 10–3 | Steve Johnson Jordan Thompson  | Emil Ruusuvuori Taylor Fritz             | Jordan Thompson Cameron Norrie Reilly Opelka Christopher O'Connell |
| 30.     | 26 lipca | Austrian Open Kitzbühel ATP Tour 250 Ceglana       | Casper Ruud                                 | 6:1, 4:6, 6:3     | Pedro Martínez                 | Arthur Rinderknech Daniel Altmaier       | Mikael Ymer Filip Krajinović Gianluca Mager Jozef Kovalík          |
| 30.     | 26 lipca | Austrian Open Kitzbühel ATP Tour 250 Ceglana       | Alexander Erler Lucas Miedler               | 7:5, 7:6(5)       | Roman Jebavý Matwé Middelkoop  | Arthur Rinderknech Daniel Altmaier       | Mikael Ymer Filip Krajinović Gianluca Mager Jozef Kovalík          |

| Tydzień | Data     | Turniej                                                            | Złoty medal                             | Wynik              | Srebrny medal                 | Brązowy medal                | Wynik            | Czwarte miejsce                 |
| 30.     | 24 lipca | Letnie Igrzyska Olimpijskie 2020 Tokio Igrzyska olimpijskie Twarda | Alexander Zverev                        | 6:3, 6:1           | Karen Chaczanow               | Pablo Carreño Busta          | 6:4, 6:7(6), 6:3 | Novak Đoković                   |
| 30.     | 24 lipca | Letnie Igrzyska Olimpijskie 2020 Tokio Igrzyska olimpijskie Twarda | Nikola Mektić Mate Pavić                | 6:4, 3:6, 10–6     | Marin Čilić Ivan Dodig        | Marcus Daniell Michael Venus | 7:6(3), 6:2      | Austin Krajicek Tennys Sandgren |
| 30.     | 24 lipca | Letnie Igrzyska Olimpijskie 2020 Tokio Igrzyska olimpijskie Twarda | Anastasija Pawluczenkowa Andriej Rublow | 6:3, 6:7(5), 13–11 | Jelena Wiesnina Asłan Karacew | Ashleigh Barty John Peers    | walkower         | Nina Stojanović Novak Đoković   |

#### Sierpień
| Tydzień | Data        | Turniej                                                    | Zwycięzcy                          | Wynik             | Finaliści                      | Półfinaliści                           | Ćwierćfinaliści                                                       |
| ------- | ----------- | ---------------------------------------------------------- | ---------------------------------- | ----------------- | ------------------------------ | -------------------------------------- | --------------------------------------------------------------------- |
| 31.     | 2 sierpnia  | Washington Open Waszyngton ATP Tour 500 Twarda             | Jannik Sinner                      | 7:5, 4:6, 7:5     | Mackenzie McDonald             | John Millman Kei Nishikori             | Lloyd Harris Steve Johnson Denis Kudla John Millman                   |
| 31.     | 2 sierpnia  | Washington Open Waszyngton ATP Tour 500 Twarda             | Raven Klaasen Ben McLachlan        | 7:6(4), 6:4       | Neal Skupski Michael Venus     | John Millman Kei Nishikori             | Lloyd Harris Steve Johnson Denis Kudla John Millman                   |
| 32.     | 9 sierpnia  | Canadian Open Toronto ATP Tour Masters 1000 Twarda         | Daniił Miedwiediew                 | 6:4, 6:3          | Reilly Opelka                  | John Isner Stefanos Tsitsipas          | Roberto Bautista-Agut Hubert Hurkacz Gaël Monfils Casper Ruud         |
| 32.     | 9 sierpnia  | Canadian Open Toronto ATP Tour Masters 1000 Twarda         | Rajeev Ram Joe Salisbury           | 6:3, 4:6, 10–3    | Nikola Mektić Mate Pavić       | John Isner Stefanos Tsitsipas          | Roberto Bautista-Agut Hubert Hurkacz Gaël Monfils Casper Ruud         |
| 33.     | 16 sierpnia | Cincinnati Masters Cincinnati ATP Tour Masters 1000 Twarda | Alexander Zverev                   | 6:2, 6:3          | Andriej Rublow                 | Daniił Miedwiediew Stefanos Tsitsipas  | Félix Auger-Aliassime Pablo Carreño-Busta Benoît Paire Casper Ruud    |
| 33.     | 16 sierpnia | Cincinnati Masters Cincinnati ATP Tour Masters 1000 Twarda | Marcel Granollers Horacio Zeballos | 7:6(5), 7:6(5)    | Steve Johnson Austin Krajicek  | Daniił Miedwiediew Stefanos Tsitsipas  | Félix Auger-Aliassime Pablo Carreño-Busta Benoît Paire Casper Ruud    |
| 34.     | 23 sierpnia | Winston-Salem Open Winston-Salem ATP Tour 250 Twarda       | Ilja Iwaszka                       | 6:0, 6:2          | Mikael Ymer                    | Carlos Alcaraz Emil Ruusuvuori         | Pablo Carreño-Busta Richard Gasquet Marcos Giron Frances Tiafoe       |
| 34.     | 23 sierpnia | Winston-Salem Open Winston-Salem ATP Tour 250 Twarda       | Marcelo Arévalo Matwé Middelkoop   | 6:7(5), 7:5, 10–6 | Ivan Dodig Austin Krajicek     | Carlos Alcaraz Emil Ruusuvuori         | Pablo Carreño-Busta Richard Gasquet Marcos Giron Frances Tiafoe       |
| 35.–36. | 30 sierpnia | US Open Nowy Jork Wielki Szlem Twarda                      | Daniił Miedwiediew                 | 6:4, 6:4, 6:4     | Novak Đoković                  | Alexander Zverev Félix Auger-Aliassime | Matteo Berrettini Lloyd Harris Carlos Alcaraz Botic van de Zandschulp |
| 35.–36. | 30 sierpnia | US Open Nowy Jork Wielki Szlem Twarda                      | Rajeev Ram Joe Salisbury           | 3:6, 6:2, 6:2     | Jamie Murray Bruno Soares      | Alexander Zverev Félix Auger-Aliassime | Matteo Berrettini Lloyd Harris Carlos Alcaraz Botic van de Zandschulp |
| 35.–36. | 30 sierpnia | US Open Nowy Jork Wielki Szlem Twarda                      | Desirae Krawczyk Joe Salisbury     | 7:5, 6:2          | Giuliana Olmos Marcelo Arévalo | Alexander Zverev Félix Auger-Aliassime | Matteo Berrettini Lloyd Harris Carlos Alcaraz Botic van de Zandschulp |

#### Wrzesień
| Tydzień | Data        | Turniej                                           | Zwycięzcy                        | Wynik             | Finaliści                         | Półfinaliści                   | Ćwierćfinaliści                                                         |
| ------- | ----------- | ------------------------------------------------- | -------------------------------- | ----------------- | --------------------------------- | ------------------------------ | ----------------------------------------------------------------------- |
| 38.     | 20 września | Puchar Lavera Boston Twarda (hala)                | Drużyna Europejska               | 14–1              | Drużyna Światowa                  |                                |                                                                         |
| 38.     | 20 września | Astana Open Nur-Sułtan ATP Tour 250 Twarda (hala) | Kwon Soon-woo                    | 7:6(6), 6:3       | James Duckworth                   | Ilja Iwaszka Aleksandr Bublik  | Emil Ruusuvuori John Millman Laslo Đere Carlos Taberner                 |
| 38.     | 20 września | Astana Open Nur-Sułtan ATP Tour 250 Twarda (hala) | Santiago González Andrés Molteni | 6:1, 6:2          | Jonathan Erlich Andrej Wasileuski | Ilja Iwaszka Aleksandr Bublik  | Emil Ruusuvuori John Millman Laslo Đere Carlos Taberner                 |
| 38.     | 20 września | Moselle Open Metz ATP Tour 250 Twarda (hala)      | Hubert Hurkacz                   | 7:6(2), 6:3       | Pablo Carreño-Busta               | Peter Gojowczyk Gaël Monfils   | Andy Murray Marcos Giron Nikoloz Basilaszwili Holger Vitus Nødskov Rune |
| 38.     | 20 września | Moselle Open Metz ATP Tour 250 Twarda (hala)      | Hubert Hurkacz Jan Zieliński     | 7:5, 6:3          | Hugo Nys Arthur Rinderknech       | Peter Gojowczyk Gaël Monfils   | Andy Murray Marcos Giron Nikoloz Basilaszwili Holger Vitus Nødskov Rune |
| 39.     | 27 września | San Diego Open San Diego ATP Tour 250 Twarda      | Casper Ruud                      | 6:0, 6:2          | Cameron Norrie                    | Andriej Rublow Grigor Dimitrow | Diego Schwartzman Denis Shapovalov Asłan Karacew Lorenzo Sonego         |
| 39.     | 27 września | San Diego Open San Diego ATP Tour 250 Twarda      | Joe Salisbury Neal Skupski       | 7:6(2), 3:6, 10–5 | John Peers Filip Polášek          | Andriej Rublow Grigor Dimitrow | Diego Schwartzman Denis Shapovalov Asłan Karacew Lorenzo Sonego         |
| 39.     | 27 września | Sofia Open Sofia ATP Tour 250 Twarda (hala)       | Jannik Sinner                    | 6:3, 6:4          | Gaël Monfils                      | Filip Krajinović Marcos Giron  | James Duckworth Kamil Majchrzak John Millman Gianluca Mager             |
| 39.     | 27 września | Sofia Open Sofia ATP Tour 250 Twarda (hala)       | Jonny O’Mara Ken Skupski         | 6:3, 6:4          | Oliver Marach Philipp Oswald      | Filip Krajinović Marcos Giron  | James Duckworth Kamil Majchrzak John Millman Gianluca Mager             |

#### Październik
| Tydzień | Data            | Turniej                                                    | Zwycięzcy                         | Wynik            | Finaliści                        | Półfinaliści                               | Ćwierćfinaliści                                                                   |
| ------- | --------------- | ---------------------------------------------------------- | --------------------------------- | ---------------- | -------------------------------- | ------------------------------------------ | --------------------------------------------------------------------------------- |
| 40.–41. | 4 października  | BNP Paribas Open Indian Wells ATP Tour Masters 1000 Twarda | Cameron Norrie                    | 3:6, 6:4, 6:1    | Nikoloz Basilaszwili             | Grigor Dimitrow Taylor Fritz               | Hubert Hurkacz Diego Schwartzman Stefanos Tsitsipas Alexander Zverev              |
| 40.–41. | 4 października  | BNP Paribas Open Indian Wells ATP Tour Masters 1000 Twarda | John Peers Filip Polášek          | 6:3, 7:6(5)      | Asłan Karacew Andriej Rublow     | Grigor Dimitrow Taylor Fritz               | Hubert Hurkacz Diego Schwartzman Stefanos Tsitsipas Alexander Zverev              |
| 42.     | 18 października | Kremlin Cup Moskwa ATP Tour 250 Twarda (hala)              | Asłan Karacew                     | 6:2, 6:4         | Marin Čilić                      | Ričardas Berankis Karen Chaczanow          | Adrian Mannarino Pedro Martínez John Millman Gilles Simon                         |
| 42.     | 18 października | Kremlin Cup Moskwa ATP Tour 250 Twarda (hala)              | Harri Heliövaara Matwé Middelkoop | 7:5, 4:6, 11–9   | Tomislav Brkić Nikola Ćaćić      | Ričardas Berankis Karen Chaczanow          | Adrian Mannarino Pedro Martínez John Millman Gilles Simon                         |
| 42.     | 18 października | European Open Antwerpia ATP Tour 250 Twarda (hala)         | Jannik Sinner                     | 6:2, 6:2         | Diego Schwartzman                | Jenson Brooksby Lloyd Harris               | Alejandro Davidovich Fokina Márton Fucsovics Brandon Nakashima Arthur Rinderknech |
| 42.     | 18 października | European Open Antwerpia ATP Tour 250 Twarda (hala)         | Nicolas Mahut Fabrice Martin      | 6:0, 6:1         | Wesley Koolhof Jean-Julien Rojer | Jenson Brooksby Lloyd Harris               | Alejandro Davidovich Fokina Márton Fucsovics Brandon Nakashima Arthur Rinderknech |
| 43.     | 25 października | Vienna Open Wiedeń ATP Tour 500 Twarda (hala)              | Alexander Zverev                  | 7:5, 6:4         | Frances Tiafoe                   | Carlos Alcaraz Jannik Sinner               | Félix Auger-Aliassime Matteo Berrettini Casper Ruud Diego Schwartzman             |
| 43.     | 25 października | Vienna Open Wiedeń ATP Tour 500 Twarda (hala)              | Juan Sebastián Cabal Robert Farah | 6:4, 6:2         | Rajeev Ram Joe Salisbury         | Carlos Alcaraz Jannik Sinner               | Félix Auger-Aliassime Matteo Berrettini Casper Ruud Diego Schwartzman             |
| 43.     | 25 października | St. Petersburg Open Petersburg ATP Tour 250 Twarda (hala)  | Marin Čilić                       | 7:6(3), 4:6, 6:4 | Taylor Fritz                     | Jan-Lennard Struff Botic van de Zandschulp | Roberto Bautista-Agut John Millman Andriej Rublow Denis Shapovalov                |
| 43.     | 25 października | St. Petersburg Open Petersburg ATP Tour 250 Twarda (hala)  | Jamie Murray Bruno Soares         | 6:3, 6:4         | Andriej Gołubiew Hugo Nys        | Jan-Lennard Struff Botic van de Zandschulp | Roberto Bautista-Agut John Millman Andriej Rublow Denis Shapovalov                |

#### Listopad
| Tydzień | Data         | Turniej                                                                      | Zwycięzcy                           | Wynik             | Finaliści                              | Półfinaliści                         | Ćwierćfinaliści                                                                                 |
| ------- | ------------ | ---------------------------------------------------------------------------- | ----------------------------------- | ----------------- | -------------------------------------- | ------------------------------------ | ----------------------------------------------------------------------------------------------- |
| 44.     | 1 listopada  | Paris Masters Paryż ATP Tour Masters 1000 Twarda (hala)                      | Novak Đoković                       | 4:6, 6:3, 6:3     | Daniił Miedwiediew                     | Hubert Hurkacz Alexander Zverev      | James Duckworth Taylor Fritz Hugo Gaston Casper Ruud                                            |
| 44.     | 1 listopada  | Paris Masters Paryż ATP Tour Masters 1000 Twarda (hala)                      | Tim Pütz Michael Venus              | 6:3, 6:7(4), 11–9 | Pierre-Hugues Herbert Nicolas Mahut    | Hubert Hurkacz Alexander Zverev      | James Duckworth Taylor Fritz Hugo Gaston Casper Ruud                                            |
| 45.     | 8 listopada  | Stockholm Open Sztokholm ATP Tour 250 Twarda (hala)                          | Tommy Paul                          | 6:4, 2:6, 6:4     | Denis Shapovalov                       | Félix Auger-Aliassime Frances Tiafoe | Daniel Evans Andy Murray Arthur Rinderknech Botic van de Zandschulp                             |
| 45.     | 8 listopada  | Stockholm Open Sztokholm ATP Tour 250 Twarda (hala)                          | Santiago González Andrés Molteni    | 6:2, 6:2          | Aisam-ul-Haq Qureshi Jean-Julien Rojer | Félix Auger-Aliassime Frances Tiafoe | Daniel Evans Andy Murray Arthur Rinderknech Botic van de Zandschulp                             |
| Tydzień | Data         | Turniej                                                                      | Zwycięzcy                           | Wynik             | Finaliści                              | Półfinaliści                         | Faza grupowa                                                                                    |
| 45.     | 8 listopada  | Next Generation ATP Finals Mediolan Next Generation ATP Finals Twarda (hala) | Carlos Alcaraz                      | 4:3(5), 4:2, 4:2  | Sebastian Korda                        | Sebastián Báez Brandon Nakashima     | Juan Manuel Cerúndolo Hugo Gaston Lorenzo Musetti Holger Rune                                   |
| 46.     | 15 listopada | ATP Finals Turyn ATP Finals Twarda (hala)                                    | Alexander Zverev                    | 6:4, 6:4          | Daniił Miedwiediew                     | Novak Đoković Casper Ruud            | Matteo Berrettini Hubert Hurkacz Cameron Norrie Andriej Rublow Jannik Sinner Stefanos Tsitsipas |
| 46.     | 15 listopada | ATP Finals Turyn ATP Finals Twarda (hala)                                    | Pierre-Hugues Herbert Nicolas Mahut | 6:4, 7:6(0)       | Rajeev Ram Joe Salisbury               | Novak Đoković Casper Ruud            | Matteo Berrettini Hubert Hurkacz Cameron Norrie Andriej Rublow Jannik Sinner Stefanos Tsitsipas |
| Tydzień | Data         | Turniej                                                                      | Zwycięzcy                           | Wynik             | Finaliści                              | Półfinaliści                         | Ćwierćfinaliści                                                                                 |
| 47.–48. | 22 listopada | Puchar Davisa Madryt Turyn Innsbruck Twarda (hala)                           | Rosja                               | 2–0               | Chorwacja                              | Niemcy · Serbia                      | Kazachstan · Szwecja · Wielka Brytania · Włochy                                                 |

### Przed zmianami kalendarza rozgrywek
| Tydzień | Data            | Turniej                                                                      |
| ------- | --------------- | ---------------------------------------------------------------------------- |
| 1.      | 1 stycznia      | ATP Cup Brisbane, Perth, Sydney Twarda                                       |
| 1.      | 4 stycznia      | Qatar ExxonMobil Open Doha ATP Tour 250 Twarda                               |
| 2.      | 10 stycznia     | Adelaide International Adelaide ATP Tour 250 Twarda                          |
| 2.      | 11 stycznia     | ASB Classic Auckland ATP Tour 250 Twarda                                     |
| 3.–4.   | 18 stycznia     | Australian Open Melbourne Wielki Szlem Twarda                                |
| 5.      | 1 lutego        | Córdoba Open Córdoba ATP Tour 250 Ceglana                                    |
| 5.      | 1 lutego        | Open Sud de France Montpellier ATP Tour 250 Twarda (hala)                    |
| 5.      | 1 lutego        | Maharashtra Open Pune ATP Tour 250 Twarda                                    |
| 6.      | 8 lutego        | Rotterdam Open Rotterdam ATP Tour 500 Twarda (hala)                          |
| 6.      | 8 lutego        | Argentina Open Buenos Aires ATP Tour 250 Ceglana                             |
| 6.      | 8 lutego        | New York Open Nowy Jork ATP Tour 250 Twarda (hala)                           |
| 7.      | 15 lutego       | Rio Open Rio de Janeiro ATP Tour 500 Ceglana                                 |
| 7.      | 15 lutego       | Delray Beach Open Delray Beach ATP Tour 250 Twarda                           |
| 7.      | 15 lutego       | Open 13 Marsylia ATP Tour 250 Twarda (hala)                                  |
| 8.      | 22 lutego       | Abierto Mexicano Telcel Acapulco ATP Tour 500 Twarda                         |
| 8.      | 22 lutego       | Dubai Tennis Championships Dubaj ATP Tour 500 Twarda                         |
| 8.      | 22 lutego       | Chile Open Santiago ATP Tour 250 Ceglana                                     |
| 9.      | 5 marca         | Puchar Davisa                                                                |
| 10.–11. | 11 marca        | Indian Wells Masters Indian Wells ATP Tour Masters 1000 Twarda               |
| 12.–13. | 24 marca        | Miami Open Miami ATP Tour Masters 1000 Twarda                                |
| 14.     | 5 kwietnia      | US Men’s Clay Court Championship Houston ATP Tour 250 Ceglana                |
| 14.     | 5 kwietnia      | Grand Prix Hassan II Marrakesz ATP Tour 250 Ceglana                          |
| 15.     | 11 kwietnia     | Monte Carlo Masters Monte Carlo ATP Tour Masters 1000 Ceglana                |
| 16.     | 19 kwietnia     | Barcelona Open Barcelona ATP Tour 500 Ceglana                                |
| 16.     | 19 kwietnia     | Hungarian Open Budapeszt ATP Tour 250 Ceglana                                |
| 17.     | 26 kwietnia     | Estoril Open Estoril ATP Tour 250 Ceglana                                    |
| 17.     | 26 kwietnia     | BMW Open Monachium ATP Tour 250 Ceglana                                      |
| 18.     | 2 maja          | Mutua Madrid Open Madryt ATP Tour Masters 1000 Ceglana                       |
| 19.     | 9 maja          | Internazionali d’Italia Rzym ATP Tour Masters 1000 Ceglana                   |
| 20.     | 16 maja         | Geneva Open Genewa ATP Tour 250 Ceglana                                      |
| 20.     | 16 maja         | Lyon Open Lyon ATP Tour 250 Ceglana                                          |
| 21.–22. | 23 maja         | French Open Paryż Wielki Szlem Ceglana                                       |
| 23.     | 7 czerwca       | Rosmalen Open Rosmalen ATP Tour 250 Trawiasta                                |
| 23.     | 7 czerwca       | MercedesCup Stuttgart ATP Tour 250 Trawiasta                                 |
| 24.     | 14 czerwca      | Halle Open Halle ATP Tour 500 Trawiasta                                      |
| 24.     | 14 czerwca      | Queen’s Club Championships Londyn ATP Tour 500 Trawiasta                     |
| 25.     | 20 czerwca      | Mallorca Championships Santa Ponça ATP Tour 250 Trawiasta                    |
| 25.     | 21 czerwca      | Eastbourne International Eastbourne ATP Tour 250 Trawiasta                   |
| 26.–27. | 28 czerwca      | Wimbledon Londyn Wielki Szlem Trawiasta                                      |
| 28.     | 12 lipca        | Hamburg European Open Hamburg ATP Tour 500 Ceglana                           |
| 28.     | 12 lipca        | Swedish Open Båstad ATP Tour 250 Ceglana                                     |
| 28.     | 12 lipca        | Hall of Fame Open Newport ATP Tour 250 Trawiasta                             |
| 28.     | Puchar Davisa   |                                                                              |
| 29.     | 19 lipca        | Los Cabos Open Los Cabos ATP Tour 250 Twarda                                 |
| 29.     | 19 lipca        | Swiss Open Gstaad Gstaad ATP Tour 250 Ceglana                                |
| 29.     | 19 lipca        | Croatia Open Umag Umag ATP Tour 250 Ceglana                                  |
| 30.     | 24 lipca        | Letnie Igrzyska Olimpijskie 2020 Tokio Igrzyska olimpijskie Twarda           |
| 30.     | 26 lipca        | Atlanta Open Atlanta ATP Tour 250 Twarda                                     |
| 30.     | 26 lipca        | Austrian Open Kitzbühel ATP Tour 250 Ceglana                                 |
| 31.     | 2 sierpnia      | Washington Open Waszyngton ATP Tour 500 Twarda                               |
| 32.     | 7 sierpnia      | Canadian Open Toronto ATP Tour Masters 1000 Twarda                           |
| 33.     | 15 sierpnia     | Cincinnati Masters Cincinnati ATP Tour Masters 1000 Twarda                   |
| 34.     | 22 sierpnia     | Winston-Salem Open Winston-Salem ATP Tour 250 Twarda                         |
| 35.–36. | 30 sierpnia     | US Open Nowy Jork Wielki Szlem Twarda                                        |
| 37.     |                 | Puchar Davisa                                                                |
| 38.     | 20 września     | Moselle Open Metz ATP Tour 250 Twarda (hala)                                 |
| 38.     | 20 września     | St. Petersburg Open Petersburg ATP Tour 250 Twarda (hala)                    |
| 38.     | 24 września     | Puchar Lavera Boston Twarda (hala)                                           |
| 39.     | 27 września     | Chengdu Open Chengdu ATP Tour 250 Twarda                                     |
| 39.     | 27 września     | Sofia Open Sofia ATP Tour 250 Twarda (hala)                                  |
| 39.     | 27 września     | Zhuhai Championships Zhuhai ATP Tour 250 Twarda                              |
| 40.     | 4 października  | China Open Pekin ATP Tour 500 Twarda                                         |
| 40.     | 4 października  | Japan Open Tennis Championships Tokio ATP Tour 500 Twarda                    |
| 41.     | 10 października | Shanghai Masters Szanghaj ATP Tour Masters 1000 Twarda                       |
| 42.     | 18 października | European Open Antwerpia ATP Tour 250 Twarda (hala)                           |
| 42.     | 18 października | Kremlin Cup Moskwa ATP Tour 250 Twarda (hala)                                |
| 42.     | 18 października | Stockholm Open Sztokholm ATP Tour 250 Twarda (hala)                          |
| 43.     | 25 października | Swiss Indoors Basel Bazylea ATP Tour 500 Twarda (hala)                       |
| 43.     | 25 października | Vienna Open Wiedeń ATP Tour 500 Twarda (hala)                                |
| 44.     | 1 listopada     | Paris Masters Paryż ATP Tour Masters 1000 Twarda (hala)                      |
| 45.     | 9 listopada     | Next Generation ATP Finals Mediolan Next Generation ATP Finals Twarda (hala) |
| 46.     | 14 listopada    | ATP Finals Turyn ATP Finals Twarda (hala)                                    |
| 47.     | 22 listopada    | Finał Pucharu Davisa                                                         |

## Wielki Szlem
| Turniej         | Gra pojedyncza     | Gra podwójna                        | Gra mieszana                   |
| Australian Open | Novak Đoković      | Ivan Dodig Filip Polášek            | Rajeev Ram Barbora Krejčíková  |
| French Open     | Novak Đoković      | Pierre-Hugues Herbert Nicolas Mahut | Joe Salisbury Desirae Krawczyk |
| Wimbledon       | Novak Đoković      | Nikola Mektić Mate Pavić            | Neal Skupski Desirae Krawczyk  |
| US Open         | Daniił Miedwiediew | Rajeev Ram Joe Salisbury            | Joe Salisbury Desirae Krawczyk |

## Wygrane turnieje

### Klasyfikacja tenisistów
| Wygrane | Zawodnik                 | Wielki Szlem | Wielki Szlem | Wielki Szlem | Igrzyska olimpijskie | Igrzyska olimpijskie | Igrzyska olimpijskie | ATP Finals | ATP Finals | Masters 1000 | Masters 1000 | Tour 500 | Tour 500 | Tour 250 | Tour 250 | Łącznie | Łącznie | Łącznie |
| Wygrane | Zawodnik                 | S            | D            | M            | S                    | D                    | M                    | S          | D          | S            | D            | S        | D        | S        | D        | S       | D       | M       |
| ------- | ------------------------ | ------------ | ------------ | ------------ | -------------------- | -------------------- | -------------------- | ---------- | ---------- | ------------ | ------------ | -------- | -------- | -------- | -------- | ------- | ------- | ------- |
| 9       | Nikola Mektić            |              | 1            |              |                      | 1                    |                      |            |            |              | 3            |          | 1        |          | 3        | 0       | 9       | 0       |
| 9       | Mate Pavić               |              | 1            |              |                      | 1                    |                      |            |            |              | 3            |          | 1        |          | 3        | 0       | 9       | 0       |
| 6       | Alexander Zverev         |              |              |              | 1                    |                      |                      | 1          |            | 2            |              | 2        |          |          |          | 6       | 0       | 0       |
| 5       | Novak Đoković            | 3            |              |              |                      |                      |                      |            |            | 1            |              |          |          | 1        |          | 5       | 0       | 0       |
| 5       | Joe Salisbury            |              | 1            | 2            |                      |                      |                      |            |            |              | 1            |          |          |          | 1        | 0       | 3       | 2       |
| 5       | Casper Ruud              |              |              |              |                      |                      |                      |            |            |              |              |          |          | 5        |          | 5       | 0       | 0       |
| 4       | Daniił Miedwiediew       | 1            |              |              |                      |                      |                      |            |            | 1            |              |          |          | 2        |          | 4       | 0       | 0       |
| 4       | Nicolas Mahut            |              | 1            |              |                      |                      |                      |            | 1          |              |              |          | 1        |          | 1        | 0       | 4       | 0       |
| 4       | Hubert Hurkacz           |              |              |              |                      |                      |                      |            |            | 1            |              |          |          | 2        | 1        | 3       | 1       | 0       |
| 4       | Tim Pütz                 |              |              |              |                      |                      |                      |            |            |              | 1            |          | 1        |          | 2        | 0       | 4       | 0       |
| 4       | Jannik Sinner            |              |              |              |                      |                      |                      |            |            |              |              |          |          | 3        | 1        | 3       | 1       | 0       |
| 3       | Rajeev Ram               |              | 1            | 1            |                      |                      |                      |            |            |              | 1            |          |          |          |          | 0       | 2       | 1       |
| 3       | Pierre-Hugues Herbert    |              | 1            |              |                      |                      |                      |            | 1          |              |              |          | 1        |          |          | 0       | 3       | 0       |
| 3       | Neal Skupski             |              |              | 1            |                      |                      |                      |            |            |              |              |          | 1        |          | 1        | 0       | 2       | 1       |
| 3       | Andriej Rublow           |              |              |              |                      |                      | 1                    |            |            |              |              | 1        |          |          | 1        | 1       | 1       | 1       |
| 3       | Michael Venus            |              |              |              |                      |                      |                      |            |            |              | 1            |          | 1        |          | 1        | 0       | 3       | 0       |
| 3       | Asłan Karacew            |              |              |              |                      |                      |                      |            |            |              |              | 1        |          | 1        | 1        | 2       | 1       | 0       |
| 3       | Juan Sebastián Cabal     |              |              |              |                      |                      |                      |            |            |              |              |          | 3        |          |          | 0       | 3       | 0       |
| 3       | Robert Farah             |              |              |              |                      |                      |                      |            |            |              |              |          | 3        |          |          | 0       | 3       | 0       |
| 3       | Simone Bolelli           |              |              |              |                      |                      |                      |            |            |              |              |          |          |          | 3        | 0       | 3       | 0       |
| 3       | Máximo González          |              |              |              |                      |                      |                      |            |            |              |              |          |          |          | 3        | 0       | 3       | 0       |
| 3       | Santiago González        |              |              |              |                      |                      |                      |            |            |              |              |          |          |          | 3        | 0       | 3       | 0       |
| 2       | Filip Polášek            |              | 1            |              |                      |                      |                      |            |            |              | 1            |          |          |          |          | 0       | 2       | 0       |
| 2       | Rafael Nadal             |              |              |              |                      |                      |                      |            |            | 1            |              | 1        |          |          |          | 2       | 0       | 0       |
| 2       | Cameron Norrie           |              |              |              |                      |                      |                      |            |            | 1            |              |          |          | 1        |          | 2       | 0       | 0       |
| 2       | Stefanos Tsitsipas       |              |              |              |                      |                      |                      |            |            | 1            |              |          |          | 1        |          | 2       | 0       | 0       |
| 2       | Marcel Granollers        |              |              |              |                      |                      |                      |            |            |              | 2            |          |          |          |          | 0       | 2       | 0       |
| 2       | Horacio Zeballos         |              |              |              |                      |                      |                      |            |            |              | 2            |          |          |          |          | 0       | 2       | 0       |
| 2       | John Peers               |              |              |              |                      |                      |                      |            |            |              | 1            |          |          |          | 1        | 0       | 2       | 0       |
| 2       | Matteo Berrettini        |              |              |              |                      |                      |                      |            |            |              |              | 1        |          | 1        |          | 2       | 0       | 0       |
| 2       | Pablo Carreño-Busta      |              |              |              |                      |                      |                      |            |            |              |              | 1        |          | 1        |          | 2       | 0       | 0       |
| 2       | Kevin Krawietz           |              |              |              |                      |                      |                      |            |            |              |              |          | 1        |          | 1        | 0       | 2       | 0       |
| 2       | Ken Skupski              |              |              |              |                      |                      |                      |            |            |              |              |          | 1        |          | 1        | 0       | 2       | 0       |
| 2       | Nikoloz Basilaszwili     |              |              |              |                      |                      |                      |            |            |              |              |          |          | 2        |          | 2       | 0       | 0       |
| 2       | Marin Čilić              |              |              |              |                      |                      |                      |            |            |              |              |          |          | 2        |          | 2       | 0       | 0       |
| 2       | Alex de Minaur           |              |              |              |                      |                      |                      |            |            |              |              |          |          | 2        |          | 2       | 0       | 0       |
| 2       | John Isner               |              |              |              |                      |                      |                      |            |            |              |              |          |          | 1        | 1        | 1       | 1       | 0       |
| 2       | Lorenzo Sonego           |              |              |              |                      |                      |                      |            |            |              |              |          |          | 1        | 1        | 1       | 1       | 0       |
| 2       | Ariel Behar              |              |              |              |                      |                      |                      |            |            |              |              |          |          |          | 2        | 0       | 2       | 0       |
| 2       | Gonzalo Escobar          |              |              |              |                      |                      |                      |            |            |              |              |          |          |          | 2        | 0       | 2       | 0       |
| 2       | Harri Heliövaara         |              |              |              |                      |                      |                      |            |            |              |              |          |          |          | 2        | 0       | 2       | 0       |
| 2       | Matwé Middelkoop         |              |              |              |                      |                      |                      |            |            |              |              |          |          |          | 2        | 0       | 2       | 0       |
| 2       | Andrés Molteni           |              |              |              |                      |                      |                      |            |            |              |              |          |          |          | 2        | 0       | 2       | 0       |
| 2       | Jamie Murray             |              |              |              |                      |                      |                      |            |            |              |              |          |          |          | 2        | 0       | 2       | 0       |
| 2       | Hugo Nys                 |              |              |              |                      |                      |                      |            |            |              |              |          |          |          | 2        | 0       | 2       | 0       |
| 2       | Bruno Soares             |              |              |              |                      |                      |                      |            |            |              |              |          |          |          | 2        | 0       | 2       | 0       |
| 1       | Ivan Dodig               |              | 1            |              |                      |                      |                      |            |            |              |              |          |          |          |          | 0       | 1       | 0       |
| 1       | Ugo Humbert              |              |              |              |                      |                      |                      |            |            |              |              | 1        |          |          |          | 1       | 0       | 0       |
| 1       | Horia Tecău              |              |              |              |                      |                      |                      |            |            |              |              |          | 1        |          |          | 0       | 1       | 0       |
| 1       | Carlos Alcaraz           |              |              |              |                      |                      |                      |            |            |              |              |          |          | 1        |          | 1       | 0       | 0       |
| 1       | Kevin Anderson           |              |              |              |                      |                      |                      |            |            |              |              |          |          | 1        |          | 1       | 0       | 0       |
| 1       | Juan Manuel Cerúndolo    |              |              |              |                      |                      |                      |            |            |              |              |          |          | 1        |          | 1       | 0       | 0       |
| 1       | Daniel Evans             |              |              |              |                      |                      |                      |            |            |              |              |          |          | 1        |          | 1       | 0       | 0       |
| 1       | Cristian Garín           |              |              |              |                      |                      |                      |            |            |              |              |          |          | 1        |          | 1       | 0       | 0       |
| 1       | David Goffin             |              |              |              |                      |                      |                      |            |            |              |              |          |          | 1        |          | 1       | 0       | 0       |
| 1       | Ilja Iwaszka             |              |              |              |                      |                      |                      |            |            |              |              |          |          | 1        |          | 1       | 0       | 0       |
| 1       | Sebastian Korda          |              |              |              |                      |                      |                      |            |            |              |              |          |          | 1        |          | 1       | 0       | 0       |
| 1       | Kwon Soon-woo            |              |              |              |                      |                      |                      |            |            |              |              |          |          | 1        |          | 1       | 0       | 0       |
| 1       | Tommy Paul               |              |              |              |                      |                      |                      |            |            |              |              |          |          | 1        |          | 1       | 0       | 0       |
| 1       | Alexei Popyrin           |              |              |              |                      |                      |                      |            |            |              |              |          |          | 1        |          | 1       | 0       | 0       |
| 1       | Albert Ramos-Viñolas     |              |              |              |                      |                      |                      |            |            |              |              |          |          | 1        |          | 1       | 0       | 0       |
| 1       | Diego Schwartzman        |              |              |              |                      |                      |                      |            |            |              |              |          |          | 1        |          | 1       | 0       | 0       |
| 1       | Sander Arends            |              |              |              |                      |                      |                      |            |            |              |              |          |          |          | 1        | 0       | 1       | 0       |
| 1       | Marcelo Arévalo          |              |              |              |                      |                      |                      |            |            |              |              |          |          |          | 1        | 0       | 1       | 0       |
| 1       | William Blumberg         |              |              |              |                      |                      |                      |            |            |              |              |          |          |          | 1        | 0       | 1       | 0       |
| 1       | Tomislav Brkić           |              |              |              |                      |                      |                      |            |            |              |              |          |          |          | 1        | 0       | 1       | 0       |
| 1       | Nikola Ćaćić             |              |              |              |                      |                      |                      |            |            |              |              |          |          |          | 1        | 0       | 1       | 0       |
| 1       | Marcelo Demoliner        |              |              |              |                      |                      |                      |            |            |              |              |          |          |          | 1        | 0       | 1       | 0       |
| 1       | Alexander Erler          |              |              |              |                      |                      |                      |            |            |              |              |          |          |          | 1        | 0       | 1       | 0       |
| 1       | Jonatan Erlich           |              |              |              |                      |                      |                      |            |            |              |              |          |          |          | 1        | 0       | 1       | 0       |
| 1       | Sander Gillé             |              |              |              |                      |                      |                      |            |            |              |              |          |          |          | 1        | 0       | 1       | 0       |
| 1       | Lloyd Glasspool          |              |              |              |                      |                      |                      |            |            |              |              |          |          |          | 1        | 0       | 1       | 0       |
| 1       | Hans Hach Verdugo        |              |              |              |                      |                      |                      |            |            |              |              |          |          |          | 1        | 0       | 1       | 0       |
| 1       | Marc-Andrea Hüsler       |              |              |              |                      |                      |                      |            |            |              |              |          |          |          | 1        | 0       | 1       | 0       |
| 1       | Henri Kontinen           |              |              |              |                      |                      |                      |            |            |              |              |          |          |          | 1        | 0       | 1       | 0       |
| 1       | Wesley Koolhof           |              |              |              |                      |                      |                      |            |            |              |              |          |          |          | 1        | 0       | 1       | 0       |
| 1       | Fabrice Martin           |              |              |              |                      |                      |                      |            |            |              |              |          |          |          | 1        | 0       | 1       | 0       |
| 1       | Rafael Matos             |              |              |              |                      |                      |                      |            |            |              |              |          |          |          | 1        | 0       | 1       | 0       |
| 1       | Felipe Meligeni Alves    |              |              |              |                      |                      |                      |            |            |              |              |          |          |          | 1        | 0       | 1       | 0       |
| 1       | Lucas Miedler            |              |              |              |                      |                      |                      |            |            |              |              |          |          |          | 1        | 0       | 1       | 0       |
| 1       | Jonny O’Mara             |              |              |              |                      |                      |                      |            |            |              |              |          |          |          | 1        | 0       | 1       | 0       |
| 1       | Reilly Opelka            |              |              |              |                      |                      |                      |            |            |              |              |          |          |          | 1        | 0       | 1       | 0       |
| 1       | David Pel                |              |              |              |                      |                      |                      |            |            |              |              |          |          |          | 1        | 0       | 1       | 0       |
| 1       | Édouard Roger-Vasselin   |              |              |              |                      |                      |                      |            |            |              |              |          |          |          | 1        | 0       | 1       | 0       |
| 1       | Fernando Romboli         |              |              |              |                      |                      |                      |            |            |              |              |          |          |          | 1        | 0       | 1       | 0       |
| 1       | Ivan Sabanov             |              |              |              |                      |                      |                      |            |            |              |              |          |          |          | 1        | 0       | 1       | 0       |
| 1       | Matej Sabanov            |              |              |              |                      |                      |                      |            |            |              |              |          |          |          | 1        | 0       | 1       | 0       |
| 1       | Jack Sock                |              |              |              |                      |                      |                      |            |            |              |              |          |          |          | 1        | 0       | 1       | 0       |
| 1       | Dominic Stephan Stricker |              |              |              |                      |                      |                      |            |            |              |              |          |          |          | 1        | 0       | 1       | 0       |
| 1       | Andrea Vavassori         |              |              |              |                      |                      |                      |            |            |              |              |          |          |          | 1        | 0       | 1       | 0       |
| 1       | David Vega Hernández     |              |              |              |                      |                      |                      |            |            |              |              |          |          |          | 1        | 0       | 1       | 0       |
| 1       | Joran Vliegen            |              |              |              |                      |                      |                      |            |            |              |              |          |          |          | 1        | 0       | 1       | 0       |
| 1       | Andrej Wasileuski        |              |              |              |                      |                      |                      |            |            |              |              |          |          |          | 1        | 0       | 1       | 0       |
| 1       | Jan Zieliński            |              |              |              |                      |                      |                      |            |            |              |              |          |          |          | 1        | 0       | 1       | 0       |

### Klasyfikacja państw
| Wygrane | Państwo              | Wielki Szlem | Wielki Szlem | Wielki Szlem | Igrzyska olimpijskie | Igrzyska olimpijskie | Igrzyska olimpijskie | ATP Finals | ATP Finals | Masters 1000 | Masters 1000 | Tour 500 | Tour 500 | Tour 250 | Tour 250 | Łącznie | Łącznie | Łącznie |
| Wygrane | Państwo              | S            | D            | M            | S                    | D                    | M                    | S          | D          | S            | D            | S        | D        | S        | D        | S       | D       | M       |
| ------- | -------------------- | ------------ | ------------ | ------------ | -------------------- | -------------------- | -------------------- | ---------- | ---------- | ------------ | ------------ | -------- | -------- | -------- | -------- | ------- | ------- | ------- |
| 23      | Chorwacja            |              | 3            |              |                      | 2                    |                      |            |            |              | 6            |          | 2        | 2        | 8        | 2       | 21      | 0       |
| 17      | Wielka Brytania      |              | 1            | 3            |                      |                      |                      |            |            | 1            | 1            |          | 2        | 2        | 7        | 3       | 11      | 3       |
| 12      | Niemcy               |              |              |              | 1                    |                      |                      | 1          |            | 2            | 1            | 2        | 2        |          | 3        | 6       | 6       | 0       |
| 12      | Włochy               |              |              |              |                      |                      |                      |            |            |              |              | 1        |          | 5        | 6        | 6       | 6       | 0       |
| 10      | Rosja                | 1            |              |              |                      |                      | 1                    |            |            | 1            |              | 2        |          | 3        | 2        | 7       | 2       | 1       |
| 10      | Francja              |              | 2            |              |                      |                      |                      |            | 2          |              |              | 1        | 2        |          | 3        | 1       | 9       | 0       |
| 10      | Stany Zjednoczone    |              | 1            | 1            |                      |                      |                      |            |            |              | 1            |          |          | 3        | 4        | 3       | 6       | 1       |
| 9       | Hiszpania            |              |              |              |                      |                      |                      |            |            | 1            | 2            | 2        |          | 3        | 1        | 6       | 3       | 0       |
| 9       | Argentyna            |              |              |              |                      |                      |                      |            |            |              | 2            |          |          | 2        | 5        | 2       | 7       | 0       |
| 6       | Serbia               | 3            |              |              |                      |                      |                      |            |            | 1            |              |          |          | 1        | 1        | 5       | 1       | 0       |
| 6       | Kolumbia             |              |              |              |                      |                      |                      |            |            |              |              |          | 6        |          |          | 0       | 6       | 0       |
| 6       | Brazylia             |              |              |              |                      |                      |                      |            |            |              |              |          |          |          | 6        | 0       | 6       | 0       |
| 5       | Polska               |              |              |              |                      |                      |                      |            |            | 1            |              |          |          | 2        | 2        | 3       | 2       | 0       |
| 5       | Australia            |              |              |              |                      |                      |                      |            |            |              | 1            |          |          | 3        | 1        | 3       | 2       | 0       |
| 5       | Norwegia             |              |              |              |                      |                      |                      |            |            |              |              |          |          | 5        |          | 5       | 0       | 0       |
| 5       | Holandia             |              |              |              |                      |                      |                      |            |            |              |              |          |          |          | 5        | 0       | 5       | 0       |
| 4       | Meksyk               |              |              |              |                      |                      |                      |            |            |              |              |          |          |          | 4        | 0       | 4       | 0       |
| 3       | Nowa Zelandia        |              |              |              |                      |                      |                      |            |            |              | 1            |          | 1        |          | 1        | 0       | 3       | 0       |
| 3       | Belgia               |              |              |              |                      |                      |                      |            |            |              |              |          |          | 1        | 2        | 1       | 2       | 0       |
| 3       | Finlandia            |              |              |              |                      |                      |                      |            |            |              |              |          |          |          | 3        | 0       | 3       | 0       |
| 2       | Słowacja             |              | 1            |              |                      |                      |                      |            |            |              | 1            |          |          |          |          | 0       | 2       | 0       |
| 2       | Grecja               |              |              |              |                      |                      |                      |            |            | 1            |              |          |          | 1        |          | 2       | 0       | 0       |
| 2       | Gruzja               |              |              |              |                      |                      |                      |            |            |              |              |          |          | 2        |          | 2       | 0       | 0       |
| 2       | Białoruś             |              |              |              |                      |                      |                      |            |            |              |              |          |          | 1        | 1        | 1       | 1       | 0       |
| 2       | Austria              |              |              |              |                      |                      |                      |            |            |              |              |          |          |          | 2        | 0       | 2       | 0       |
| 2       | Ekwador              |              |              |              |                      |                      |                      |            |            |              |              |          |          |          | 2        | 0       | 2       | 0       |
| 2       | Monako               |              |              |              |                      |                      |                      |            |            |              |              |          |          |          | 2        | 0       | 2       | 0       |
| 2       | Szwajcaria           |              |              |              |                      |                      |                      |            |            |              |              |          |          |          | 2        | 0       | 2       | 0       |
| 2       | Urugwaj              |              |              |              |                      |                      |                      |            |            |              |              |          |          |          | 2        | 0       | 2       | 0       |
| 1       | Rumunia              |              |              |              |                      |                      |                      |            |            |              |              |          | 1        |          |          | 0       | 1       | 0       |
| 1       | Chile                |              |              |              |                      |                      |                      |            |            |              |              |          |          | 1        |          | 1       | 0       | 0       |
| 1       | Korea Południowa     |              |              |              |                      |                      |                      |            |            |              |              |          |          | 1        |          | 1       | 0       | 0       |
| 1       | Południowa Afryka    |              |              |              |                      |                      |                      |            |            |              |              |          |          | 1        |          | 1       | 0       | 0       |
| 1       | Bośnia i Hercegowina |              |              |              |                      |                      |                      |            |            |              |              |          |          |          | 1        | 0       | 1       | 0       |
| 1       | Izrael               |              |              |              |                      |                      |                      |            |            |              |              |          |          |          | 1        | 0       | 1       | 0       |
| 1       | Salwador             |              |              |              |                      |                      |                      |            |            |              |              |          |          |          | 1        | 0       | 1       | 0       |

## Obronione tytuły
Gra pojedyncza
- Novak Đoković – Australian Open, Wimbledon

Gra podwójna
- Juan Sebastián Cabal – Barcelona
- Robert Farah – Barcelona
- Nikola Mektić – Monte Carlo
- Michael Venus – Hamburg
- Raven Klaasen – Waszyngton
- Matwé Middelkoop – Moskwa